# Агиос Хараламбос (дем Лъгадина)
Вижте пояснителната страница за други значения на Агиос Хараламбос.
Агиос Хараламбос или Чифлик (на гръцки: Άγιος Χαράλαμπος, до 1955 Τσιφλίκι, Цифлики, или катаревуса Τσιφλίκιον, Цифликион) е село в Гърция, дем Лъгадина, област Централна Македония със 108 жители (2001).

## География
Селото е разположено в югоизточната част на Лъгадинското поле, югоизточно от Лъгадинското езеро (Корония), в северното подножие на планината Хортач.

## История
На мястото на селището е имало средновековно селище от средновизантийския период.